# عبد الله بن خازم
عبد الله بن خازم بن أسماء بن الصلت بن حبيب بن حارثة بن هلال بن سماك بن عوف بن قتيبة بن امرئ القيس بن نهية بن سليم، أبو صالح القتيبي البصري السلمي ، أمير خراسان، شجاع مشهور، وبطل مذكور كبش مضر، وفارسها في عصره.

## نبذه
شارك بفتح سرخس زمن الفتوحات الإسلامية لفارس، وكان أميرا على خراسان أيام خلافة عبد الله ابن الزبير، وقبلها كذالك زمن معاوية بن أبي سفيان وتولى خراسان مرتين.
تولى إمارة خراسان سنة 64هـ بعد موت يزيد بن معاوية وابنه معاوية، وجرى له فيها حروب كثيرة حتى تم أمره بها، لكن قتل في نهاية المطاف على يد وكيع بن أبي سود سنة 71هـ بأمر عبد الملك بن مروان بعدما رفض بن خازم مبايعتة لانه كان يميل للزبيريين.
وكانت لعبد الله بن خازم عمامة سوداء يلبسها في صلاة الجمعة والأعياد والحروب، فإذا أنتصر تعمم بها تبركا بها.
وكان أسم أمه عجلي وكانت سوداء، وكان هو أسود، وهو أحد غربان العرب. وسأل المهلب بن أبي صفرة عن رجل يقدمه في الشجاعة. فقيل له: فأين ابن الزبير وابن خازم! فقال: إنما سألت عن الإنس. ولم أسأل عن الجن؛ فقال المهلب: كان عبد الله بن خازم يوما عند عبيدالله بن زياد وعنده جرذ أبيض، فقال: يا أبا صالح، هل رأيتَ مثل هذا، ودفعه له فنضا إلى عبد الله وفزع واصفر، فقال عبيدالله: أبو صالح يعصي السلطان، ويطيع الشيطان، ويقبض على الثعبان، ويمشي إلى الأسد، ويلقى الرماح بوجهه، ثم يجزع مِن جرذ، أشهد أن الله على كل شيء قدير.
قيل أن ولي خراسان أكثر من عشر سنين وكانت له فيها حروب طاحنة مع خالفيه أنتهت بانتصاره وتوليه خراسان وأقره ابن الزبير والياً على خراسان بأسمه. تمكن من غزو بيكند التابعة لمملكة بخارى وقد غزاها تحت راية عبد الله بن الزبير .

## موته
مات مقتولاً على يد وكيع بن أبي سود بإيعاز من عبد الملك بن مروان بعدما وعده بإمارة خراسان. وبقي ابنه موسى بن عبد الله بن خازم واليًا على مدينة ترمذ وعاصيا على الدولة الأموية لسنوات طويلة، حتى قتل لاحقًا في عهد الحجاج بن يوسف الثقفي. وأما من قتله فهو بكير بن وشاح التميمي الذي مات وخلفه المهلب بن أبي صفرة الأزدي.